# کارل نگ
کارل نگ (انگلیسی: Carl Ng؛ زادهٔ ۲۷ مارس ۱۹۷۶) بازیگر و مدل اهل هنگ کنگ است. وی از سال ۲۰۰۰ میلادی تاکنون مشغول فعالیت بوده‌است.
از فیلم‌ها یا برنامه‌های تلویزیونی که وی در آن نقش داشته‌است، می‌توان به دروازه سوار شدن، مدالیون، پروانه و مردی با مشت‌های آهنین ۲ اشاره کرد.